# Alice Valkárová
Alice Valkárová (* 30. ledna 1947) je česká jaderná fyzička.  Podílela se na stavbě experimentálního zařízení H1 budovaného na urychlovači protonů a elektronů HERA v Hamburku. Je autorkou nebo spoluautorkou 272 původních vědeckých prací, které mají více než 10 300 citací.

## Život
Vystudovala jadernou fyziku na Matematicko-fyzikální fakultě Univerzity Karlovy, kde také od roku 1970 působí. Sedm let pracovala ve Spojeném ústavu jaderných výzkumů v Dubně.
Celkem osm let byla předsedkyní České fyzikální společnosti..
V říjnu 2016 byla navržena Radou vlády pro vědu a výzkum na předsedkyni Grantové agentury ČR. Tuto funkci zastávala 4 roky a nyní je členkou předsednictva Grantové agentury. Od ledna 2021 je členkou Vědeckého výboru Evropské výzkumné rady(ERC).

### Ocenění
- 2015 – Cena Milady Paulové za vědu udělovaná Ministerstvem školství, mládeže a tělovýchovy ČR[5]
- 2025 – De scientia et humanitate optime meritis, nejvyšší ocenění Akademie věd ČR[6]

## Další aktivity
Alice Valkárová píše také blogy do Britských listů, pěstuje bonsaje a orchideje a maluje obrazy.